# Anne Kremer
Anne Kremer (Luxemburg, 1975. október 17. –) luxemburgi teniszezőnő, olimpikon.
1998–2014 közötti profi pályafutása során két egyéni WTA-tornát nyert meg, emellett öt egyéni és egy páros ITF-tornán végzett az első helyen. Legjobb egyéni világranglista-helyezése egyéniben a 18. hely volt, ezt 2002 júliusában érte el, párosban 2002. május 6-án a 140. helyig jutott.
A Grand Slam-tornákon a legjobb eredménye egyéniben a 3. kör, amelyet 1999-ben és 2004-ben Wimbledonban, valamint a 2002-es Roland Garroson ért el.
Luxemburg képviseletében vett részt a 2000-ben Sydney-ben rendezett olimpia női egyes versenyén. 1991–2014 között 118 mérkőzést játszott Luxemburg Fed-kupa-válogatottjában 61–57-es eredménnyel.

## WTA-döntői

### Egyéni

#### Győzelmei (2)
| Összesítés           |                        |
| Grand Slam-torna (0) |                        |
| Tier I (0)           | Premier Mandatory* (0) |
| Tier II (0)          | Premier Five* (0)      |
| Tier III (0)         | Premier* (0)           |
| Tier IV (2)          | International* (0)     |
| Tier V (0)           | Challenger* (0)        |

* 2009-től megváltozott a tornák rendszere. Challenger tornákat 2012-től rendeznek.
 Az egymás mellett azonos színnel jelölt tornatípusok között nincs teljes mértékű megfelelés.
| No. | Dátum              | Helyszín                    | Borítás | Ellenfél a döntőben | Eredmény a döntőben |
| 1.  | 2000. január 8.    | WTA Auckland Open, Auckland | Kemény  | Cara Black          | 6–4, 6–4            |
| 2.  | 2000. november 19. | PTT Pattaya Open, Pattaja   | Kemény  | Tatyjana Panova     | 6–1, 6–4            |

#### Elveszített döntői (2)
|    | Dátum              | Torna                                  | Borítás | Ellenfél a döntőben | Eredmény a döntőben |
| 1. | 1999. november 20. | PTT Pattaya Open, Pattaja              | Kemény  | Magdalena Maleeva   | 6–4, 1–6, 2–6       |
| 2. | 2001. április 22.  | Colortex Budapest Grand Prix, Budapest | Salak   | Magdalena Maleeva   | 6–3, 2–6, 4–6       |

## Eredményei Grand Slam-tornákon

### Egyéniben
| Torna           | 2008   | 2007   | 2006 | 2005   | 2004   | 2003   | 2002   | 2001   | 2000   | 1999   | 1998   | 1997   | 1996   |
| --------------- | ------ | ------ | ---- | ------ | ------ | ------ | ------ | ------ | ------ | ------ | ------ | ------ | ------ |
| Australian Open | 2. kör | 2. kör | -    | 1. kör | -      | 2. kör | 2. kör | 2. kör | 1. kör | 2. kör | -      | 1. kör | -      |
| Roland Garros   | 1. kör | 1. kör | -    | 1. kör | -      | -      | 3. kör | 2. kör | 2. kör | 2. kör | -      | -      | -      |
| Wimbledon       | -      | 1. kör | -    | 2. kör | 3. kör | -      | 2. kör | 1. kör | 1. kör | 3. kör | -      | 1. kör | 1. kör |
| US Open         | -      | -      | -    | 1. kör | -      | -      | 1. kör | 1. kör | 2. kör | 2. kör | 2. kör | -      | -      |

## Év végi világranglista-helyezései
| Év       | 1992 | 1994 | 1995 | 1996 | 1997 | 1998 | 1999 | 2000 | 2001 | 2002 | 2003 | 2004 | 2005 | 2006 | 2007 | 2008 | 2009 | 2010 | 2011 | 2012 | 2013 |
| Helyezés | 776. | 248. | 231. | 123. | 129. | 74.  | 31.  | 35.  | 33.  | 25.  | 389. | 94.  | 166. | 142. | 85.  | 264. | 559. | 165. | 254. | 496. | 986. |